# Ermita de Nuestra Señora del Buen Acuerdo

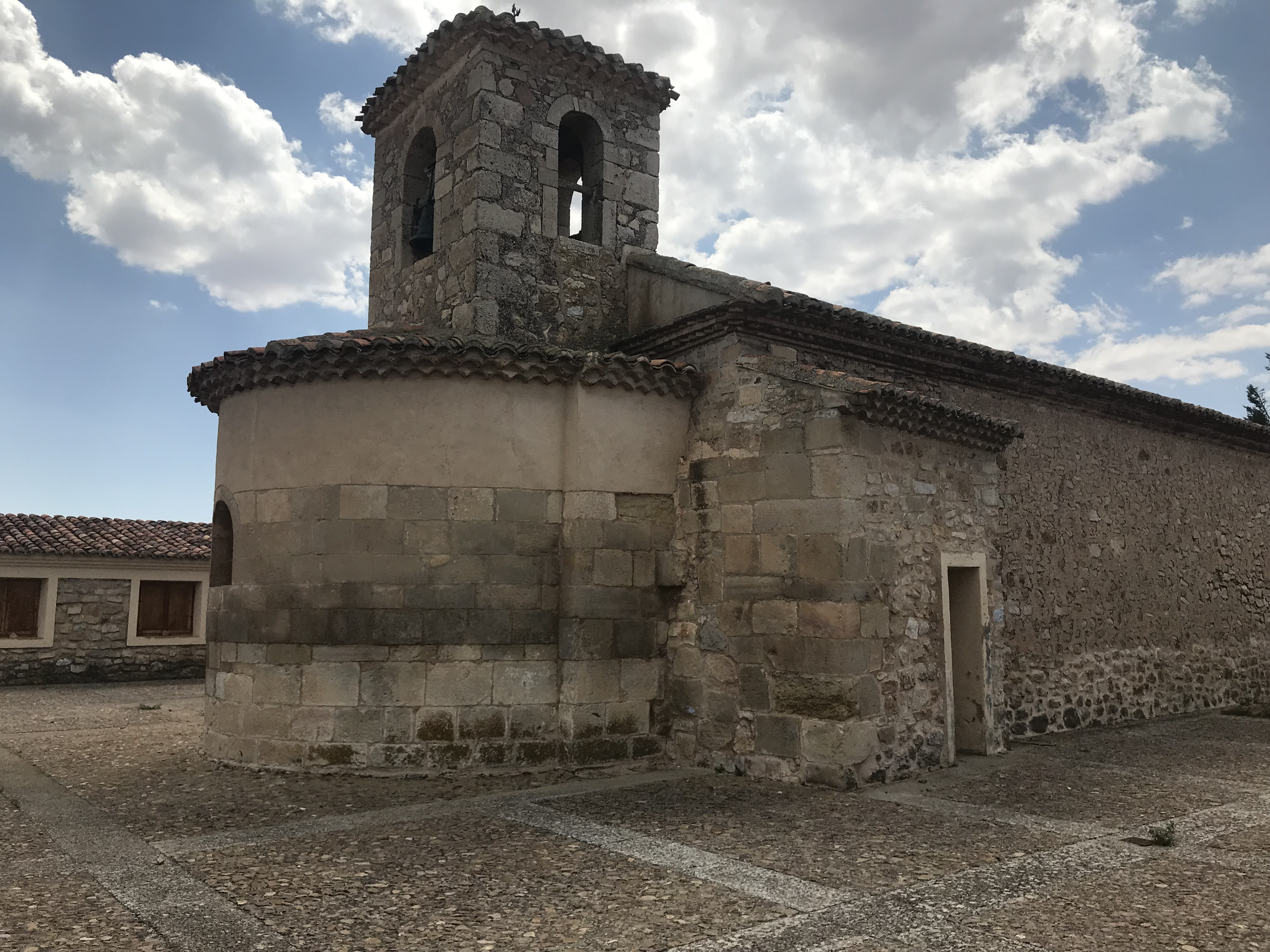
Ermita de Nuestra Señora del Buen Acuerdo

La ermita de Nuestra Señora del Buen Acuerdo es una ermita de estilo románico con modificaciones del barroco y restauraciones posteriores, se encuentra dentro del término municipal de Gallocanta (Campo de Daroca, Zaragoza) a 2 km del núcleo del pueblo. Está situada en una zona alta muy cerca de la Laguna de Gallocanta. Fue construida a principios del siglo XIII. Aunque en el interior hay un retablo que data del año 1651, además de otras modificaciones posteriores dado que en 1987 hubo una restauración para el mantenimiento de la misma.
La zona donde está situada la ermita está habilitada con mesas de pícnic.